# Zelfpsychologie
De zelfpsychologie is ontwikkeld door de in Oostenrijk geboren Amerikaanse psychoanalyticus Heinz Kohut. Het zelfpsychologisch model binnen de psychoanalyse houdt zich voornamelijk bezig met het bestuderen van de analytische kernbegrippen Zelf en narcisme.

## Het Zelf
Het Zelf is het beeld dat een persoon heeft met betrekking tot zowel zijn lichaam als zijn psyche. Problemen in het Zelf worden niet gezien als een intrapsychisch conflict (zoals in de klassieke psychoanalyse van Sigmund Freud) maar als emotionele tekorten in het Zelf door een gebrek aan empathische reacties van de ouders. Dit resulteert in een defect of 'ondervoed' Zelf.

## Narcisme
Het begrip Narcisme wordt door Kohut niet beschouwd als een noodzakelijke tussenfase in de ontwikkelingslijn van het kind (waarbij het kind aanvankelijk egocentrisch en narcistisch gezien kan worden totdat het instaat is om objectliefde te ontwikkelen). Kohut beschouwt dit als een tweede, gescheiden ontwikkelingslijn.  Daar waar narcisme als tussenfase normaal dient worden te beschouwen, is narcisme als tweede ontwikkelingslijn psychopathologisch. 

## Zelfobjecten
Onder het begrip Zelfobjecten verstaan we personen die door kinderen gebruikt worden in de ontwikkeling van het Zelf óf die men beschouwt als deel van het Zelf. Een zelfobject is dus een persoon die het kind helpt om zijn Zelf te ontwikkelen. We onderscheiden twee typen van zelfobjecten met daarin diverse onderverdelingen:
1. De Archaïsche Zelfobjecten. Deze behoren tot de normale ontwikkeling in de vroege kindertijd;
2. De rijpere Zelfobjecten. Deze heeft iedereen nodig voor een goed psychische welbevinden:
  - Personen die iemands behoefte aan grootheid en perfectie bevestigen (nood aan spiegeloverdracht of het ‘grandioze Zelf’);
  - Personen waartegen het kind kan opkijken als almachtig en onfeilbaar (nood aan idealiserende overdracht of een idealiserend ouderobject, zoals bijvoorbeeld de vader);
  - Personen met wie het zich als gelijke kan ervaren, het zogenaamde ‘Twinship’ (bijvoorbeeld een leeftijdsgenootje met dezelfde ambities, hobby’s, interesses).

### Voorwaarden voor gezonde ontwikkeling van het Zelf
Het Zelf bij kinderen ontwikkelt zich vanuit de interactie met Zelfobjecten door een verinnerlijking hiervan. Het Zelf is dus niet aangeboren, maar wordt onbewust aangeleerd. Belangrijke voorwaarden tot het ontwikkeling van een gezond en coherent Zelf zijn:
1. De ouders hebben beide een gezond en samenhangend Zelf zodat ze onbeperkt en permanent beschikbaar zijn voor het kind en dat ze tegemoetkomen aan de noden en behoeften van het kind;
2. Het kind moet in interactie kunnen treden met falende Zelfobjecten zodat het kind kan reflecteren over het feit dat falen oké is en niemand volledig perfect is.

### Verloop van de ontwikkeling van het Zelf
De ontwikkeling van het Zelf kan op twee manieren verlopen:
Adequaat verloop: hierbij ontstaat er een gezond en samenhangend Zelf binnen de drie polen:
- Pool van ambities: verinnerlijking van de Zelfobjecten die de grootheid en perfectie van het kind bevestigen zodat het kind trots is op zijn prestaties;
- Pool van fundamentele idealen: verinnerlijking van geïdealiseerde Zelfobjecten waar het kind naar kan opzien en waar ze op willen gelijken;
- Pool van specifieke talenten en vaardigheden: deze ontstaat door spanning tussen enerzijds ambities en fundamentele idealen enerzijds. Het kind ontwikkelt talenten waar het fundamentele ideaal zich kan in vinden en waar het ambitie mee kan bereiken. Bijvoorbeeld: een kind is goed in voetballen en wil later een nationale voetbalploeg. Ook al voetbalt zijn vader zelf niet (hij heeft altijd gebasketbald) toch zal hij zoon mee helpen naar de top en hem bewonderen om zijn prestaties.

Inadequaat verloop: hierbij ontstaat er een ongezond en gefragmenteerd Zelf binnen de drie polen:
- Grandioos Zelf: dit ontstaat door een gebrek aan Zelfobjecten die het kind zijn grootheid en perfectie bevestigen. In de volwassenheid zet dit proces voort: de volwassene zal voortdurend op zoek gaan naar bevestiging voor zijn prestaties (behoefte aan spiegeling);
- Geïdealiseerd Zelf: dit ontstaat door een gebrek aan Zelfobjecten waarnaar het kind kan opkijken. In de volwassenheid zet dit proces voort: de volwassene zoekt voortdurend naar anderen waar het naar kan opkijken (bijvoorbeeld welgestelde vrienden) en probeert zo veel mogelijk met hen in contact te komen. Alleen dan zal hij zich ook 'perfect' voelen doordat hij zich met hen verbonden voelt;
- Twinship: dit ontstaat door een gebrek aan een Zelfobject dat het kind als zijn gelijke kan ervaren.

Deze tekorten kunnen al dan niet worden bedekt met afweermechanismen:
1. Psychotische persoonlijkheidsorganisatie: deze personen hebben een gefragmenteerd Zelf dat niet meer herstelbaar is. Er ontbreekt een defensieve structuur die het tekort kan bedekken.
2. Borderline persoonlijkheidsorganisatie: deze personen hebben tevens een gefragmenteerd Zelf dat niet meer herstelbaar is. Er is tegenstelling tot psychotische personen geen openlijke manifestatie, maar er is bedekking van de tekorten door primitieve afweermechanismen (zoals bijvoorbeeld splitsing). Belangrijk hierbij op te merken is dat deze overeenkomt met de ambivalente hechting zoals beschreven door John Bowlby. Dergelijke personen hebben moeite met het ervaren van tegenstrijdige gevoelens en ambivalenties. Door gebruik van het afweermechanisme splitsing 'splitsen' ze als het ware hun tegenstrijdige gevoelens voor een ander. Andere personen worden beschouwd als 'all good' of 'all bad';
3. Narcistische persoonlijkheidsorganisatie: deze personen hebben een minimum gefragmenteerd Zelf dat in zekere mate terug gerestaureerd kan worden door middel van therapie. Narcisten worden gekarakteriseerd door een ongewone mate van zelfingenomenheid in interactie met anderen en hun grote behoefte geliefd en bewonderd te worden. Dit geliefd worden is direct gerelateerd aan het lage zelfbeeld dat dergelijke patiënten hebben. Zij investeren emotioneel niet in anderen, maar zien anderen als een verlengstuk van zichzelf. Afweermechanismen als spiegeling en idealiserende objecten worden gebruikt om tekorten te bedekken.

Men blijft gedurende de gehele volwassenheid afhankelijk van Zelfobjecten (vrienden, collega’s) die door bewonderende reacties het ondervoede Zelf van de patiënt voeden (spiegeling). Daarnaast gaan ze op zoek naar mensen tegen wie ze kunnen opzien en ze zichzelf pas als waardevol kunnen zien als ze met hen kunnen verbinden ('Jij bent perfect en omdat ik een deel van jou ben, ben ik ook perfect').

### Pathologische vormen van het Zelf
We kunnen vier pathologische vormen van het Zelf onderscheiden:
1. Het ondergestimuleerde Zelf: de patiënt kreeg als kind onvoldoende empathische reacties van belangrijke anderen uit zijn omgeving. Hierdoor kan het kind zich niet gemotiveerd voelen om zijn kwaliteiten te ontdekken;
2. Het gefragmenteerde Zelf: de patiënt kreeg als kind wisselend empathische reacties van belangrijke anderen uit zijn omgeving. Dit kan leiden tot het niet kunnen omgaan met ambivalenties. Dit wordt voornamelijk gezien bij patiënten met een ambivalente hechting/borderline persoonlijkheidsstoornis;
3. Het overgestimuleerde Zelf: de patiënt kreeg als kind te veel empathische of niet-fase-adequate reacties van belangrijke anderen uit zijn omgeving;
4. Het overbelaste Zelf: de patiënt kreeg als kind niet de kans tot samensmelting met een geïdealiseerd Zelfobject.